# SPD Elsaß-Lothringen
Die SPD Elsaß-Lothringen war die Landesorganisation der SPD im Reichsland Elsaß-Lothringen.

## Gründung
Nach Aufhebung der Sozialistengesetze entstanden auch im Reichsland Elsaß-Lothringen sozialdemokratische Organisationen. Im überwiegend katholischen Elsaß-Lothringen waren die Ausgangsvoraussetzungen für die Sozialdemokraten jedoch relativ schlecht. Schwerpunkt der Sozialdemokratie im Reichsland war die Textilarbeiterschaft des Oberelsass.
Jean Martin war gemeinsam mit Charles Hickel Gründungsvorsitzender des Arbeiter-Wahlvereins für Mülhausen und Umgebung, der von 21 Sozialdemokraten am 10. Dezember 1889 gegründet und am 12. April 1890 vom Bezirkspräsidenten genehmigt wurde.
In Colmar wurde nach jahrelangen Bemühungen am 25. Juni 1900 ein Arbeiterwahlverein zugelassen. Diese Zulassung war möglich, nachdem Kreisdirektor Friedrich Curtius zu der Überzeugung gekommen war, in diesem Verein keine sozialdemokratischen Tendenzen zu erkennen. Jedoch traten in der Folge viele Sozialdemokraten ein und bildeten eine Mehrheit im Verein. Nach der Liberalisierung des Vereinsrechtes wurde am 27. September 1907 ein sozialdemokratischer Wahlverein gegründet und die Mitglieder wechselten dorthin.
Auch in Straßburg waren in den Jahren 1891, 1892, 1895 und 1900 immer wieder sozialdemokratische Vereine gegründet und nicht zugelassen worden, bis es zur förmlichen Zulassung kam. In Metz untersagte der Präsident des Bezirks Lothringen Vereinsgründungen 1890, 1891, 1893 und wieder 1902.
Eine Landesorganisation entstand mit der ersten Landeskonferenz im September 1892. Die Reichs-SPD unterstützte den Aufbau der SPD in Elsaß-Lothringen mit nicht unwesentlichen Beträgen. 1912 hatte die SPD im Reichsland 6.496 Mitglieder. Die weitaus meisten hiervon stammten aus Straßburg und Mülhausen.

## Wahlerfolge

### Reichstagswahlen
Insgesamt 8 Sozialdemokraten wurden im Reichsland in den Reichstag gewählt:
| Bild | Name             | Von    | Bis     | Wahlkreis           | Reichstagswahl |
| ---- | ---------------- | ------ | ------- | ------------------- | -------------- |
|      | August Bebel     | 6/1893 | 6/1898  | Elsaß-Lothringen    | 9              |
|      | Bernhard Böhle   | 1/1907 | 11/1918 | Elsaß-Lothringen 7  | 12-13          |
| 0    | Fernand Bueb     | 6/1893 | 0/1900  | Elsaß-Lothringen 2  | 9-10           |
|      | Leopold Emmel    | 1/1907 | 11/1918 | Elsaß-Lothringen 2  | 12-13          |
|      | Richard Fuchs    | 1/1912 | 11/1918 | Elsaß-Lothringen 9  | 13             |
| 0    | Charles Hickel   | 2/1890 | 6/1893  | Elsaß-Lothringen 2  | 8              |
|      | Jacques Peirotes | 1/1912 | 11/1918 | Elsaß-Lothringen 3  | 13             |
|      | Georges Weill    | 1/1912 | 1/1915  | Elsaß-Lothringen 14 | 13             |

### Landesausschuss
Die Wahlen zum Landesausschuss des Reichslandes Elsaß-Lothringen 1874 bis 1911 erfolgten indirekt durch die Kreistage und Bezirkstage. Zwar waren einige führende Sozialdemokraten in den Kreis- bzw. Bezirkstagen vertreten, sie wurden aber in keinem Fall in den Landesausschuss gewählt.

### Landtagswahl 1911
Bei der ersten und einzigen Wahl zum Landtag des Reichslandes Elsaß-Lothringen erreichte die SPD mit 23,8 % und 11 Sitzen nach dem Zentrum die zweithöchste Stimmenzahl.
| Bild | Name              | Bezirk     | Wahlkreis                          | Wahlkreisnummer | Anmerkung     |
| ---- | ----------------- | ---------- | ---------------------------------- | --------------- | ------------- |
|      | Charles Hindelang | Oberelsaß  | Wahlkreis Colmar-Stadt             | 3               |               |
|      | Leopold Emmel     | Oberelsaß  | Wahlkreis Mülhausen I              | 8               |               |
|      | Joseph Schilling  | Oberelsaß  | Wahlkreis Mülhausen II             | 9               |               |
|      | Jean Martin       | Oberelsaß  | Wahlkreis Mülhausen-Land           | 11              |               |
|      | Laurent Meyer     | Oberelsaß  | Wahlkreis Markirch-Schnierlach     | 15              |               |
|      | Eugen Imbs        | Unterelsaß | Wahlkreis Straßburg III            | 20              |               |
|      | Georg Wolfer      | Unterelsaß | Wahlkreis Straßburg IV             | 21              | Schriftführer |
|      | Bernhard Böhle    | Unterelsaß | Wahlkreis Straßburg V              | 22              |               |
|      | Jacques Peirotes  | Unterelsaß | Wahlkreis Straßburg VI             | 23              |               |
|      | Richard Fuchs     | Unterelsaß | Wahlkreis Schiltigheim             | 24              |               |
|      | Michel Heysch     | Unterelsaß | Wahlkreis Schirmeck-Saales-Rosheim | 32              |               |